# Robert Johnson
Robert Leroy Johnson (Hazlehurst, Mississippi, 1911. május 8. – Greenwood, Mississippi, 1938. augusztus 16.) Grammy-díjas amerikai bluesgitáros volt, az egyik leghíresebb Delta blues zenész. Az 1936–37-ben kiadott dalai figyelemre méltó ének- és gitártudásról, továbbá dalszerzői képességről tesznek tanúbizonyságot. Mindössze 27 évet élt. Kevés dokumentum maradt fenn róla.
Johnson számai, énektudása és gitárstílusa számos népszerű előadót ihletett meg, mint például Muddy Waterst, a Led Zeppelint, Bob Dylant, a The Rolling Stonest, Johnny Wintert, Jeff Becket és Eric Claptont. Clapton így jellemezte Johnsont:
Minden idők legjelentősebb bluesénekese.
Johnson az elsők között volt, akiket 1986-ban beiktattak a Rock and Roll Hall of Fame-be. A Rolling Stone magazin 2003-ban kiadott Minden idők 100 legjobb gitárosának listáján az ötödik helyre került, de a lista 2011-es újrakiadásán már csak a 71. helyre rangsorolták.

## Életpályája

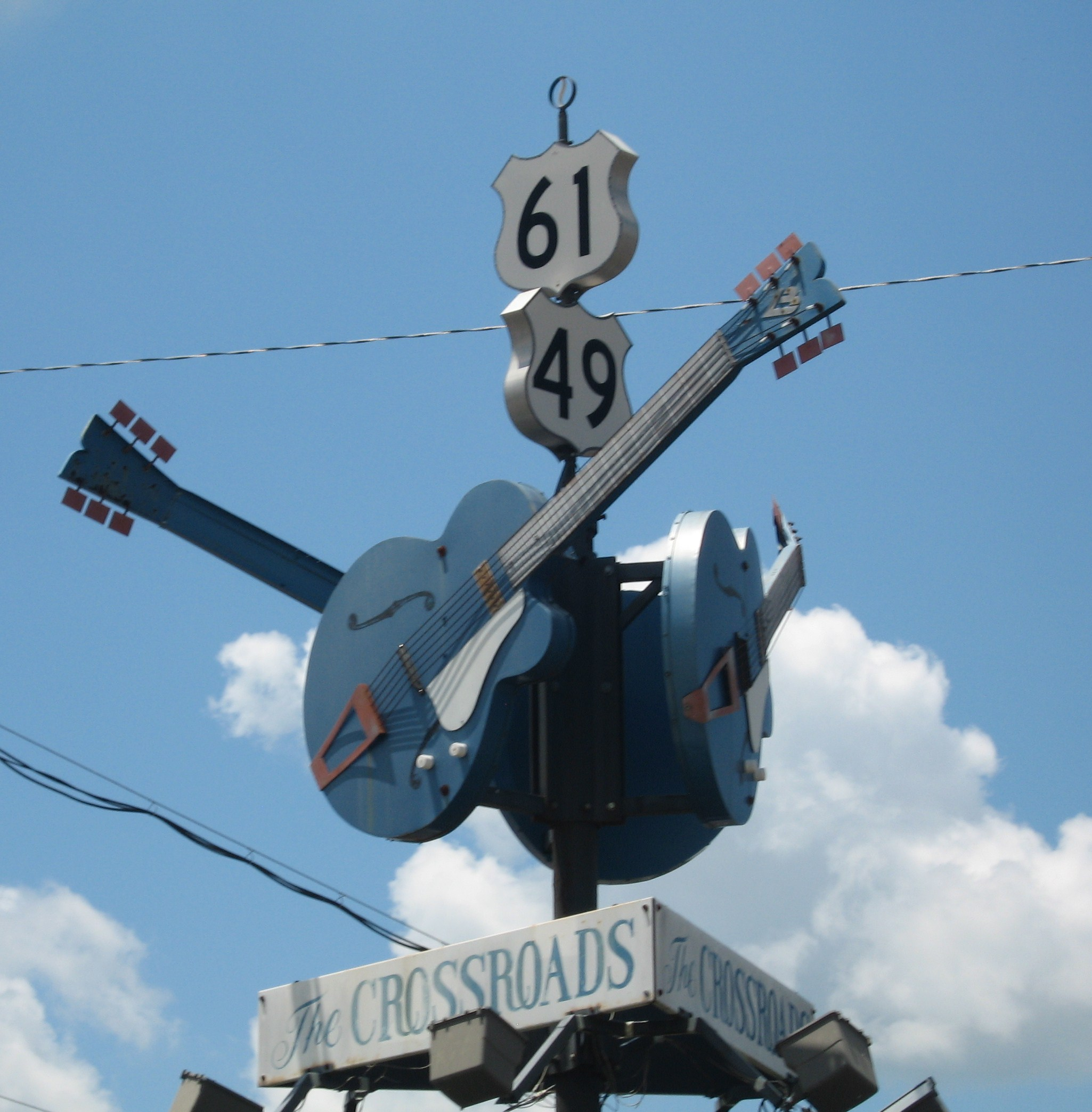
A 61-es, és a 49-es út találkozása Clarksdale-ben (MS, USA). A legenda szerint itt adta el Johnson a lelkét az ördögnek.

Robert Johnson a Mississippi állambeli Hazlehurst mellett, egy farmon született. Születési idejét nem lehet biztosan megállapítani. Az iskolai papírok, valamint halotti bizonyítványa 1909-et és 1912-t teszik meg születési évének, egyik sem említi az általánosan elterjedt 1911-et. Állítólag gyerekkora óta szenvedett attól, hogy a rasszista délen feketének született. Először Son House és Charlie Patton játékát próbálta utánozni, 1930 körül játszott is Son House-zal. További partnerei: Johnny Shines, Howlin’ Wolf, Sonny Boy Williamson, Elmore James.
Csak 29 dalt vettek fel tőle, tizenhármat kétszer, így ma 42 dala ismert. A felvételek két alkalommal, 1936 novemberében, a Texas állambeli San Antonióban (egy hotelben), valamint 1937 júniusában, Dallasban (egy iroda hátsó szobájában) készültek. Köztük volt a "Come on in My Kitchen", a "Love in Vain", a "Sweet Home Chicago", a "Cross Road Blues", a "Terraplane Blues" és az "I Believe I'll Dust My Broom"; ezeket sokan feldolgozták.

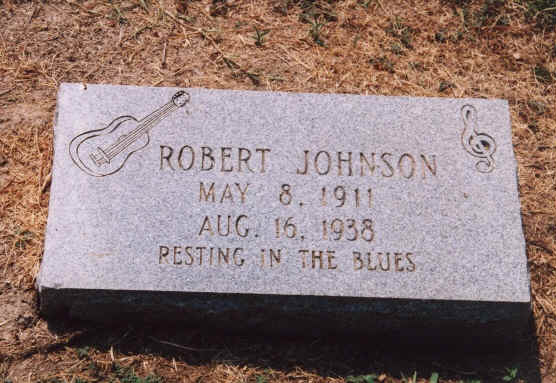
Robert Johnson feltételezett sírja Quitóban (MS, USA)

Egy népszerű legenda szerint Johnson whiskyjébe egy féltékeny férj sztrichnint kevert. Ám a mérgezésből felépülhetett, és talán tüdőgyulladásban halt meg 1938. augusztus 16-án, a Mississippi állambeli Greenwoodban. Vannak feltételezések, melyek szerint szifiliszt kapott. Halálának valódi oka azonban mindmáig ismeretlen, halotti bizonyítványa szerint holttestét egyetlen orvos sem látta.
Egy másik legenda szerint Johnson eladta a lelkét az ördögnek a 61-es és a 49-es út kereszteződésében, a Mississippi állambeli Clarksdale-ben; sokan ezzel magyarázták, hogy nagyon rövid idő alatt vált nagyon rossz gitárosból nagyon jó gitárossá. A kereszteződés, amelyre Johnson hivatkozik, eléggé közel van ehhez. A történetet először Son House mesélte, de ezt Johnson egyetlen dala sem erősíti meg, a beszédes címek ellenére sem: "Me and the Devil Blues" (Én és az ördögi blues), vagy a "Hellhound on My Trail" (Nyomomban a pokol kutyája).

## Hatása
Johnsont gyakran nevezik minden idők legnagyobb blueszenészének, vagy a 20. század legfontosabb zenészének, de azok, akik először hallják felvételeit, némiképp csalódnak. Ez azért lehet, mert idegen tőlük az érzelmek ilyen fokú kifejezése, ami a Delta blues sajátossága, vagy mert a felvételek minősége nem mérhető a maiakéhoz. Johnson gitárjátéka nagyon ügyes, hangja viszont kissé éles volt.
Sokan kérdőjelezik meg Johnson eredetiségét. Nem ő találta ki a bluest, mivel már majd' ötven évvel azelőtt készültek bluesfelvételek. Példaképe az utánozhatatlan Son House volt, aki mindenkinél (kivéve barátjánál, Charlie Pattonnél) többet tett a Delta blues stílusának meghonosításáért: száraz hangja és slide-os gitározása egy fémtestű gitáron egyedivé tette. De Johnson ehhez hozzáadta Skip James szeszélyességét és Lonnie Johnson jazzes stílusát. Néhány dalában csak névrokonát utánozza. Ismerte Leroy Carrt, aki akkoriban a legismertebb férfi bluesénekes volt, és néhány dalának ("Sweet Home Chicago", "I Believe I'll Dust My Broom") forrása a városi blues volt (Kokomo Arnold, Peetie Wheatstraw).
Johnson ezekből egy új hangzást dolgozott ki, ami közvetlen volt és ravasz. A "Sweet Home Chicago"-n hallható, ahogy a mély húrokon egy guruló, biztos kíséretet ad a dalnak. Előszeretettel játszott különleges dallamokat a magasabb húrokon, ahogy ez a "Walking Blues"-on is hallható. Együtt játszott a fiatal Howlin' Wolffal és Sonny Boy Williamson II-vel (aki állítólag ott volt a végzetes éjszakán, amikor Johnson megitta a mérgezett whiskyt, és figyelmeztette is, hogy ne igyon a nyitott üvegből). Johnson saját mostohafiát, Robert "Junior" Lockwoodot is tanította. Elmore James és Muddy Waters is mentorának vallotta őt. Ezek a zenészek és mások, akik az 1950-es években kialakították a chicagói bluest, mind az ő dalait játszották, csak elektromos erősítéssel.
Évekkel a halála után Johnson rajongói táborában már rockzenészek is jelen voltak, például Keith Richards és Eric Clapton. Amikor Brian Jones először mutatta be Richardsnak Johnson zenéjét, az azt kérdezte: „Ki az a másik ember, aki vele játszik?” Nem vette észre ugyanis, hogy csak Johnson van a felvételen. Clapton ezt mondta róla: „a legfontosabb blueszenész, aki valaha élt”. A Cream "Crossroads" című dala a "Cross Road Blues" feldolgozása, melyben Johnson állítólag eladja a lelkét az ördögnek. Bár az eredeti szöveg ("Standin' at the crossroads, tried to flag a ride" – "A kereszteződésnél álltam, jeleztem a kocsiknak") inkább stoppolásra utal. A Led Zeppelin The Lemon Song című dala ugyan Howlin Wolf „Killing Floor” című számára épült, de a középrésze Johnsonra utal a „Squeeze My Lemon” című betéttel. A „Travelling Riverside Blues” pedig állandó koncertszámuk volt.
Johnson felvételei folyamatosan beszerezhetőek azóta, hogy John Hammond rábeszélte a Columbia Recordsot a felvételek kiadására King of the Delta Blues Singers címmel, 1961-ben. Egy következő album, melyen Johnson összes fennmaradt felvétele rajta volt, még ugyanabban az évtizedben megjelent. Az 1990-es évek elején egy gyűjteményes CD-sorozat is megjelent Johnson dalaiból.

## Dalai
- [[:Fájl:|Kind Hearted Woman Blues]][[Fájl:|180px|noicon]]Album: Robert Johnson - The Complete Recordings II (1936)
- Love In Vain BluesAlbum: Robert Johnson - The Complete Recordings II (1936)

Nem tudod lejátszani a fájlt?
- 32-20 Blues
- Come on in My Kitchen [2 változat]
- Cross Road Blues [2 változat]
- Dead Shrimp Blues
- Drunken Hearted Man [2 változat]
- From Four Till Late
- Hellhound on My Trail
- Honeymoon Blues
- I'm a Steady Rollin' Man
- I Believe I'll Dust My Broom
- If I Had Possession Over Judgment Day
- Kind Hearted Woman Blues [2 változat]
- Last Fair Deal Gone Down
- Little Queen of Spades [2 változat]
- Love in Vain [2 változat]
- Malted Milk
- Me and the Devil Blues [2 változat]
- Milk Cow's Calf Blues [2 változat]
- Phonograph Blues [2 változat]
- Preachin' Blues (Up Jumped The Devil)
- Rambling on My Mind [2 változat]
- Stones in My Passway
- Stop Breakin' Down Blues [2 változat]
- Sweet Home Chicago
- Terraplane Blues
- They're Red Hot
- Travelling Riverside Blues [2 változat]
- Walkin' Blues
- When You Got a Good Friend [2 változat]

## Diszkográfia
- Nothing but the Blues: Cross Road Blues (1936)
- King of the Delta Blues Singers (1961)
- King of the Delta Blues Singers, Vol. 2 (1970)
- Legacy (1976)
- Delta Blues, Vol. 1 (1990)
- Delta Blues, Vol. 2 (1990)
- Delta Blues: The Alternative Takes (1990)
- The Complete Recordings (1990)
- Hellhound on My Trail (1995)
- All Time Blues Classics (1996)
- King of the Electric Blues Singers [nem hivatalos] (1996)
- King of the Delta Blues (1997)
- Gold Collection (1998)
- Masters (1998)
- Complete Collection (1998)
- Delta Blues Legend: Masterworks, Vol. 13 (1999)
- Steady Rollin' Man (1999)
- Genius of the Blues (2000)
- Me and the Devil Blues [Chrisly] (2000)
- Crossroads Blues [Past Perfect] (2000)
- The Search for Robert Johnsnon (2000)
- Robert Johnson [Dressed to Kill] (2001)
- Crossroad Blues [Legacy] (2002)
- His Recorded Legacy: The 29 Songs (2002)
- Deal With the Devil, Vol. 1 (2002)
- Deal With the Devil, Vol. 2 (2002)
- The Last of the Great Blues Singers (2002)
- San Antonio to Dallas: 1936-1937 (2002)
- Martin Scorsese Presents the Blues: Robert Johnson (2003)
- Robert Johnson and the Old School Blues (2003)
- From Four Till Late (2004)
- Complete Recordings, Vol. 1 (2004)
- A Proper Introduction to Robert Johnson: Cross Road Blues (2004)
- Presenting Robert Johnson (2004)
- The Best of Robert Johnson: Traveling Riverside Blues (2004)
- The Ultimate Blues Legend (2004)
- Complete Recordings, Vol. 2 (2004)
- Me and the Devil Blues [Synergy] (2004)
- Robert Johnson [Fruit Tree] (2004)
- Guitar & Bass (2004)
- I'm a Steady Rollin' Man (2005)
- Delta Blues Goin' North, Mississippi Country Blues, Vol. 1 (2005)

## Előadók, akik feldolgozták a dalait
- Cream (Crossroads, Four Until Late)
- Eric Clapton (Love In Vain, Hell Hound On My Trail, 32-20 Blues, Steady Rollin' Man, If I Had Possession Over Judgement Day, Come On In My Kitchen, Kind Hearted Woman Blues, Milkcow's Calf Blues, Stop Breakin' Down Blues, Last Fair Deal Gone Down, Traveling Riverside Blues, Me And The Devil Blues, They're Red Hot, Little Queen Of Spades, When You Got A Good Friend, Walkin' Blues, Malted Milk, Sweet Home Chicago, From Four Until Late, Ramblin' On My Mind, Stones in My Passway, Terraplane Blues)
- The Rolling Stones (Love In Vain, Stop Breaking Down)
- Bob Dylan (Kindhearted Woman Blues)
- Led Zeppelin (Travelling Riverside Blues, Squeeze My Lemon)
- Lynyrd Skynyrd (Crossroads)
- Free (Crossroads)
- The Allman Brothers Band (Come On In My Kitchen, Crossroads)
- Red Hot Chili Peppers (They're Red Hot)
- John Mellencamp (Stones In My Passway)
- Grateful Dead (Walkin' Blues)
- Ben Harper (Sweet Home Chicago)
- Fleetwood Mac (Hell Hound On My Trail, Kind Hearted Woman)
- Peter Green & The Splinter Group (mind a 29 dalt)
- Keb’ Mo’ (Come On In My Kitchen, Last Fair Deal Gone Down, Kindhearted Woman Blues)
- Rory Block (Come On In My Kitchen, Hell Hound On My Trail, Terraplane Blues)
- Steve Miller (Come On In My Kitchen)
- Joanna Connor (32-20 Blues)
- The White Stripes (Stop Breaking Down)
- Rocky Lawrence (Love In Vain Blues, Milkcow's Calf Blues, Come On In My Kitchen, 32-20 Blues, Crossroads Blues, Me And The Devil Blues, Kind Hearted Women Blues, Phonograph Blues, Sweet Home Chicago, Terraplane Blues, Ramblin' On My Mind, I'm A Steady Rollin' Man)
- Widespread Panic (Me and the Devil Blues)
- John Hammond, Jr. (32-20 Blues, Milkcow's Calf Blues, Traveling Riverside Blues, Stones In My Passway, Crossroads Blues, Hellbound Blues [Hellhound On My Trail], Me And The Devil Blues, Walking Blues, Come On In My Kitchen, Preaching Blues, Sweet Home Chicago, When You Got A Good Friend, Judgement Day, Rambling Blues)
- Pyeng Threadgill (Love In Vain Blues, Phonograph Blues, Last Fair Deal Gone Down, Milkcow's Calf Blues, When You Got A Good Friend, I Believe I'll Dust My Broom, Dead Shrimp, They're Red Hot, Sweet Home Chicago, Come On In My Kitchen, Ramblin' On My Mind)

## Bibliográfia
- Love in Vain: A Vision of Robert Johnson, Alan Greenberg, Stanley Crouch, Martin Scorsese, 1994, ISBN 0-306-80557-X
- Searching for Robert Johnson, Peter Guralnick , 1998, ISBN 0-452-27949-6
- Robert Johnson: Lost and Found, Barry Lee Pearson, Bill McCulloch, 2003, ISBN 0-252-02835-X
- Escaping the Delta: Robert Johnson and the Invention of the Blues, Elijah Wald, 2004, ISBN 0-06-052423-5
- Hellhound on My Trail: The Life of Robert Johnson, Bluesman Extraordinaire, Robert Wolf, 2004, ISBN 1-56846-146-1
- Robert Johnson, Mythmaking, and Contemporary American Culture, Patricia R. Schroeder, 2004, ISBN 0-252-02915-1
- RL's Dream, a novel by Walter Mosely, 1995 ISBN 0-393-03802-5

Magyar nyelvű önálló életrajzi könyv még nem jelent meg Robert Johnsonról. Nemes Nagy Péter 2000-ben megjelent "A blues nyomában" című kötetének egyik fejezetét Robert Johnsonnak szentelte.

## Filmográfia
- Crossroads, 1986 (egy blueszenész története, aki eladja lelkét az ördögnek)
- The Search for Robert Johnson, 1992
- Can't You Hear the Wind Howl? The Life and Music of Robert Johnson, 1997
- Hellhounds On My Trail: The Afterlife of Robert Johnson, 2000
- Session for Robert J – DVD, Eric Clapton által feldolgozott Robert Johnson dalok 2004

## Érdekességek
A Coen fivérek Ó, testvér, merre visz az utad? (O Brother, Where Art Thou?) című filmjében is található utalás Johnsonra. A 3 szökött fegyenc (George Clooney, John Turturro, Tim Blake Nelson alakítja) kocsijukkal felvesznek egy kereszteződésben álldogáló, fiatal, fekete gitárost, aki arra a kérdésre, hogy mi dolga itt a semmi közepén, azt válaszolja, hogy előző este itt találkozott az ördöggel és eladta neki a lelkét.
Az Odaát (Supernatural) című amerikai sorozat 2. évad 8. részében (Crossroad blues) is megjelenik halálának legendája, és két száma, a Hellhound on my Trail és a Crossroad Blues egy része is hallható benne.